# Коджатепе (станція метро)
41°2′54″ пн. ш. 28°53′44″ сх. д. / 41.04833° пн. ш. 28.89556° сх. д.
Коджатепе́ (тур. Kocatepe) — станція лінії М1 Стамбульського метрополітену. Відкрита 3 вересня 1989.
Розташована в центральній частині району Байрампаша, на півдні мікрорайону Коджатепе Стамбул, Туреччина. Станція у вересні — грудні 1989 року була західною кінцевою точкою лінії М1, поки лінія була продовжена до станції Есенлер.
Конструкція — наземна станція відкритого типу з острівною платформою.
Пересадки: 
- Автобуси: HT5, HT6
- Маршрутки: Топкапи — Нур-Сітесі, Едірнекапи — Хал, Едірнекапи — Отогар, Едірнекапи — Джеватпаша, Газі-махаллесі — Топкапи, Джебеджі-махаллесі — Топкапи

| Попередня станція       | Лінія | Лінія                           | Лінія | Наступна станція                      |
| ----------------------- | ----- | ------------------------------- | ----- | ------------------------------------- |
| Сагмалджилар до Єнікапи |       | M1 (Стамбульський метрополітен) |       | Отогар до Кіразли до Аеропорт Ататюрк |